# Stephan Baeck
Pour les articles homonymes, voir Baeck.
Stephan Baeck, né le 12 avril 1965, à Cologne en Allemagne de l'Ouest, est un joueur et entraîneur allemand de basket-ball. Il évolue durant sa carrière au poste d'arrière.

## Palmarès
- Champion d'Europe 1993
- Coupe d'Allemagne 1991
- Coupe Korać 1995